# Grup de foc
Grupul de foc este o unitate de infanterie militară terestră creată pentru a optimiza doctrina tactică foc și mișcare.
În general, un grup de foc este utilizat pentru a efectua o acțiune specifică, cum ar fi protejarea unei poziții, efectuarea unui atac sau susținerea unei mișcări ofensive. Această unitate este formată dintr-un număr redus de soldați și este condusă de un lider de grup de foc (de regulă caporal), care are responsabilitatea de a asigura coeziunea și eficacitatea unității.